# Élisabeth Lutz
Pour les articles homonymes, voir Lutz.
Élisabeth Lutz est une mathématicienne française née le 14 mai 1914 à Thann (Haut-Rhin) et morte le 31 juillet 2008 à La Tronche.

## Biographie
Elle a fait ses études secondaires à Colmar et ses études supérieures à Strasbourg. Elle a enseigné dans un collège à Poligny puis à Sarrebourg et Besançon.
Elle a soutenu sa thèse en 1951 sous la direction de Claude Chabauty et a été recrutée en 1953 à l'université de Grenoble comme maître de conférences, professeur sans chaire (1957), et professeur titulaire à titre personnel en 1960. E. Lutz a pris sa retraite en 1979 et s'est alors intéressée plus spécialement au patrimoine du Dauphiné.
Sa réputation internationale tient à son tout premier théorème (voir l'article théorème de Nagell-Lutz) obtenu dans son diplôme d'études supérieures soutenu en 1936 suivant un sujet donné par André Weil. Ce travail a été publié l'année suivante dans le journal de Crelle. Le travail d'E. Lutz est évoqué par Weil dans un de ses articles,.
Sa thèse d'État, dirigée par C. Chabauty, concerne les approximations diophantiennes linéaires p-adiques : on se donne un système de p formes linéaires p-adiques avec n variables. Il s'agit de voir si des inégalités sur le maximum des valeurs absolues du système peuvent être vérifiées dans des boules définies à l'avance.
E. Lutz a été responsable de la licence de mathématiques[Où ?] de 1967 à sa retraite. À partir de 1960, E. Lutz a mis sur pied le système des échanges internationaux de la revue des Annales de l'Institut Fourier. Elle a rédigé une dizaine de séminaires en théorie des nombres et géométrie.